# Halicyclops uncus
Halicyclops uncus – gatunek widłonoga z rodziny Halicyclopidae. Prawdopodobnie jest endemitem Japonii.

## Systematyka
Gatunek ten opisali w 2009 roku japońscy zoolodzy Hiroshi Ueda i Hidefumi Nagai. Holotyp to samica złowiona 14 marca 2002 roku w estuarium rzeki Kashima-gawa uchodzącej do zatoki Ariake-kai (japońska wyspa Kiusiu, współrzędne 33°06′37″N 130°04′13″E/33,110278 130,070278). 8 paratypów (również samic) odłowiono 15 marca 2002 roku w estuarium rzeki Midori-kawa uchodzącej do tej samej zatoki. Epitet gatunkowy pochodzi od łacińskiego uncus – „hak” – i odnosi się do kształtu ostrego haczykowatego wyrostka na podwójnym somicie genitalnym.